# Lativalva pseudosmithii
Lativalva pseudosmithii is een vlinder uit de familie van de grasmotten (Crambidae). De wetenschappelijke naam van de soort is voor het eerst in 1956 gepubliceerd door Hans Georg Amsel.
De soort komt voor in Venezuela.